# Luna Maya
Luna Maya Sugeng (nacida en Denpasar, Bali, el 26 de agosto de 1983) es una actriz indonesia de cine y telenovelas, cantante y modelo. Comenzó su carrera como modelo de pasarela y publicidad.

## Carrera
Luna comenzó su carrera como modelo. Saltó al mundo del espectáculo en 2004, cuando participó en la película titulada 30 Hari Mencari Cinta ("30 días buscando el amor"). En esta película, Luna se desempeñó como Bárbara, una chica hermosa y sexy que se convierte en el sueño de un hombre enamorado. Ese fue el primer personaje como antagonista en la que Luna interpretó. Después participó en película Brownies en 2005. En la película dirigida por Hanung Bramantyo, Luna de nuevo interpreta otro personaje contando con el apoyo de dicho director. Su personaje principal Luna es como Mina, en la que actúa en Bangsal 13 (Distrito 13) de ese mismo año. 
Una serie de logros la han seleccionado como una de los portadores de la antorcha de los Juegos Olímpicos de 2008. Junto a Dewi Sandra y Sandra Dewi, contribuyó con su voz en la canción de Euro 2008 titulada "Play".
En 2010 se filtraron grabaciones de video porno caseras con su por entonces pareja, Ariel NOAH.
En 2011 lanzó su EP Perjalanan.

## Logros
- Perserikatan Bangsa-Bangsa (PBB): Duta Program Pangan Dunia/WFP (World Food Programme) sejak 2006.
- Lux (unilever): Ikon Ekslusif LUX sejak 2006.
- Astro: Duta Astro untuk saluran Astro Aruna 2007.
- Yayasan Asma Indonesia: Duta Asma Indonesia 2007.
- For Him Magazine: The Most Sexiest Female In Indonesia 2007 (3.º puesto en el mundo).
- DetEksi Jawa Pos 2007: Bintang iklan cewek terfavorit responDet.
- Olimpiade 2008: Pembawa Obor Olimpiade Beijing 2008.
- Toshiba: Duta Besar Produk Toshiba Indonesia sejak 2008.
- DetEksi Jawa Pos 2008: Aktris layar lebar terfavorit responDet.
- DetEksi Jawa Pos 2008: Bintang iklan cewek terfavorit responDet.
- Stop Magazine: The Most Beautiful Woman In Indonesia 2008.
- Indonesia Kids Choice Awards 2009: Artis Wanita Favorit.
- Rolling Stone Editors’ Choice Awards 2009: The Sensational Artist Of The Year.
- Silet RCTI Anniversary: Artis Tersilet 2009.
- Bintang Indonesia: Bintang Paling Berkilau 2009.
- Bintang Indonesia: Bintang Indonesia 2009.
- Gadis (majalah): Artis Terfavorit 2009 Pilihan Pembaca.
- Awarding Night LA Lights Indie Movie 2010: Special Mention Award for Suci And The City.
- Mercedes Benz : Official Duta Mercedes Benz Indonesia 2010.
- AMI Awards 2010 : Karya Original Soundtrack Terbaik dalam lagu Suara (Kuberharap).
- AMI Awards 2010 : Karya Lagu Kolaborasi Terbaik dalam lagu Suara (Kuberharap).

## Filmografía
- 30 Hari Mencari Cinta (2004)
- Brownies (2005)
- Bangsal 13 (2005)
- Cinta Silver (2005)
- Ekspedisi Madewa (2006)
- Ruang (2006)
- Jakarta Undercover (2006)
- Pesan Dari Surga (2006)
- Coklat Stroberi (2007)
- Maya, Raya, Daya (LUX Short Movie) (2007)
- Love (2008)
- In the Name of Love (2008)
- Cinlok (2008)
- Asmara Dua Diana (2009)
- Janda Kembang (2009)
- Ratu Kostmopolitan (2010)
- Nathalie's Instinct (cortometraje) (2010)
- My Blackberry Girlfriend (2011)
- Hi5teria (2012)
- Cinta di Saku Celana (2012)
- Killers (2014)
- Princess, Bajak Laut dan Alien (2014)
- Mantan (2017)
- The Doll 2 (2017)
- Insya Allah Sah 2 (2018)
- Sabrina (2018)
- Suzzanna:Bernapas Dalam Kubur (2018)

## Telenovelas
- Di Sini Cinta Pertama Kali Bersemi (2004)
- Dan (2004 - 2005)
- Cinta Memang Gila (2004 - 2005)
- Kau dan Aku (2005)
- Rahasiaku (2005)
- Dunia Tanpa Koma (2006)
- Ada Cinta (2006 - 2007)
- Anggun (2007)
- Cahaya Surga (2007)
- Sujudku (2007)
- Akhir Cinta (Serie de drama malaya) (2007 - 2008)
- Yasmin (2008)
- Dewi (2009)
- Cinta Dan Anugrah (2009 - 2010)
- Nada Cinta (2011)
- Dewi Bintari (2012)
- Tendangan Si Madun 3 (2013)
- Putri Duyung (2013 - 2014)
- Cakep Cakep Sakti (2014)

## Videos Clips
- 2000 - Model di VK Sheila On 7: Sahabat Sejati
- 2004 - Model di VK Ello: Kisah Kita Tlah Usai
- 2004 - Model di VK Ressa Herlambang: Cinta Suci
- 2005 - Model di VK Glenn Fredly: Kisah Romantis
- 2005 - Model di VK Glenn Fredly: You Are My Everything
- 2007 - Model di VK Naff: Ketika Semua Harus Berakhir
- 2007 - Model di VK Melly Goeslaw: Gantung
- 2007 - Model di VK Maia: EGP
- 2008 - Model di VK ST12: PUSPA
- 2008 - Bernyanyi di VK dengan Dewi Sandra dan Sandra Dewi: Play
- 2009 - Model dan Backing Vocal di VK Olga Syahputra: Hancur Hatiku
- 2009 - Model di VK Shinobi: Sobat
- 2009 - Model di VK Pilar: Kau
- 2009 - Model di VK Matera: Aku Masih Mencintaimu
- 2009 - Model dan bernyanyi di VK sendiri: Suara (Ku Berharap) Featuring Dide “Hijau Daun”.
- 2009 - Model dan bernyanyi di VK sendiri: Menuju SurgaMu
- 2011 - F.O.S – Angel
- 2012 - Setia Band – Jangan Ngarep
- 2013 - D'Bagindas – Hidup Tapi Mati

## Programas de TV
- Cinema Cinema RCTI (2005)
- Extravaganza Trans TV (2007 - 2009)
- Saatnya Kita Sahur Trans TV (2007 - 2008)
- OB Shift 2 RCTI (2009)
- Dahsyat RCTI (2008 - ahora)
- Dahsyatnya Sahur RCTI (2009)
- Republik Cinta Midnite TPI (2009)
- Santai Bareng Yuk ANTV (2009)
- The Promotor Trans TV (2009 - ahora)
- Studio 1 (New Extravaganza) Trans TV (2010)

## Discografía

### Álbumes
- Perjalanan (2011)

### Sencillos
- "Play" (con Dewi Sandra & Sandra Dewi) (Indonesian Theme Song for Euro 2008) (2008)
- "Suara (Ku Berharap)" (con Dide Hijau Daun) (OST Janda Kembang) (2009)
- "Menuju Surga-Mu" (2009)
- "Tak Bisa Bersamamu" (2010)
- "Biarlah" (con Killing Me Inside) (2011)
- "Sudah Biasa" (2012)
- "Paranoid" (con AC Mizal) (2014)

## Anuncios
- Silverqueen
- McDonald's
- Gudang Garam Merah
- Impressions
- Cussons Imperial Leather
- Batik Keris
- Sunsilk Silky Straight (2005)
- LUX (2006 - ahora)
- Zestea (2006)
- Holisticare ester C
- Harpers bazaar (2007)
- Bu Krim Detergent (2007 - ahora)
- Sarimi soto koya (2007)
- Astro Aruna (2007)
- My Green Oil (2008)
- Kapanlagi.com (2008)
- XL (2008-2010)
- Astro Xpresi Channel Id (2008)
- Sepatu Bata (2008 - ahora)
- Notebook Toshiba (2008 - ahora)
- Toshiba REGZA (2008 - ahora)
- Vitalong C (2009 - ahora)
- Tora Bika Oke! (2009- ahora)
- MiGelas (2010)
- Makarizo (2010)
- Suzuki APV Arena (2010 - ahora)

## Presentaciones
- Cinema Cinema (2005) - RCTI
- Festival Film Indonesia 2006 - Indosiar
- Indonesian Movie Awards 2007 - RCTI
- Anugerah Musik Indonesia (AMI Award) 2008 - RCTI
- HUT RCTI ke 19 – RCTI (2008)
- L-Men Hunt Final 2008 - RCTI
- Global TV 6th Anniversary 2008 - Global TV
- Dahsyat - RCTI (2008-sekarang)
- Indonesian Movie Awards 2009 - RCTI
- HUT RCTI ke 20 - RCTI (2009)
- TRANS All Star Tahun Baru 2010 - Trans TV
- Idola Cilik 3 (host tamu) - RCTI
- Mega Konser Januari Terbaik 2010 - RCTI
- Konser Piala Dunia 2010 'Your Idol' - RCTI
- Mega Konser Februari Tercinta 2010 - RCTI
- 10000 New Generation Family Appreciation Night (Honda Freed) - Trans TV (2010)
- Indonesian Movie Awards 2010 - RCTI
- Indonesia Kids Choice Awards 2010 - Global TV
- OBAMA, Kami Datang! - RCTI (2010)